# Carlos Gardel

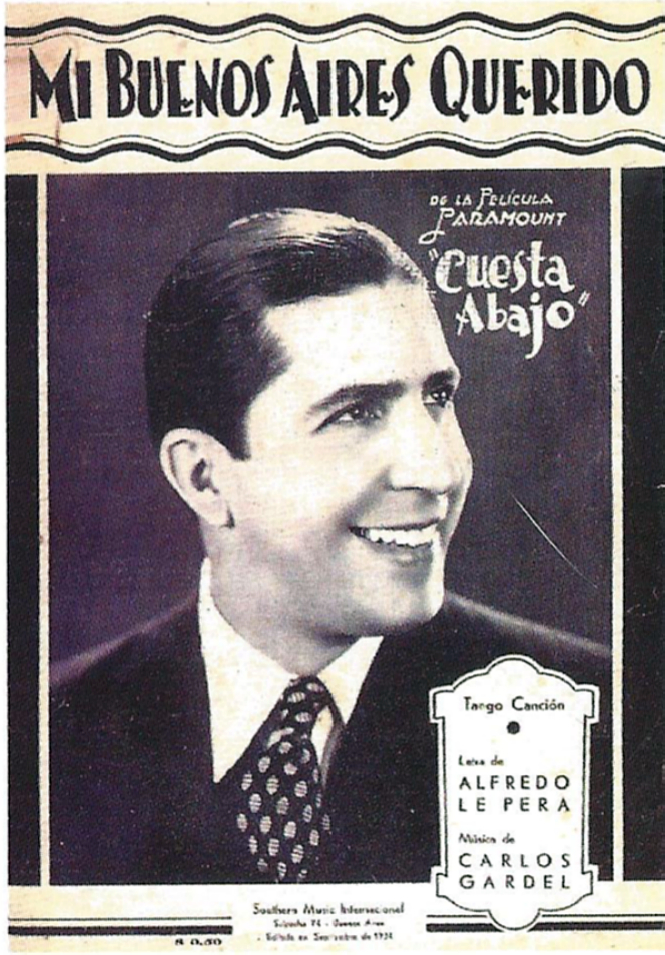
Carlos Gardel

Carlos Gardel (Toulouse, 11 december 1890 - Medellín, 24 juni 1935) was een prominent figuur in de geschiedenis van de Argentijnse tango. Hoewel zijn geboorteplaats omstreden is, woonde hij in zijn jeugd in Uruguay en Argentinië en was hij vanaf 1923 Argentijns staatsburger. Hij stierf door een vliegtuigongeluk op de top van zijn roem, hetgeen leidde tot een beeld van een tragische held in geheel Latijns-Amerika.
Voor velen is Gardel de belichaming van de ziel van de tangostijl uit Buenos Aires aan het begin van de 20e eeuw. Zijn muzikaliteit uitte zich door zijn sonore baritonstem en de vele honderden miniatuurmeesterwerkjes van ongeveer drie minuten durende tango's die hij opnam. Samen met tekstschrijver Alfredo Le Pera componeerde Gardel klassiek geworden tango's als: Mi Buenos Aires querido, Cuesta abajo, Amores de estudiante, Soledad, Volver, Por una Cabeza en El día que me quieras.'
Gardel wordt ook aangeduid als El Zorzal Criollo (de creoolse lijster) ,Carlitos, De koning van de Tango en ironisch als El Mudo (de doofstomme).

## Carrière

Gardel begon zijn carrière in cafés en op privéfeesten. Hij zong een groot repertoire samen met Francisco Martino en later in een trio met Martino en José Razzano. Gardel schiep in 1917 de tango-canción (het tango-lied) door zijn weergave van Mi Noche Triste van Pascual Contursi en Samuel Castriota. De plaat behaalde een oplage van 100.000 stuks en was in geheel Latijns-Amerika een hit. Gardel ging op tournee door Argentinië, Uruguay, Chili, Brazilië, Puerto Rico, Venezuela, Colombia, en trad op in Barcelona, Madrid, Parijs en New York. Hij verkocht 70.000 platen in de eerste drie maanden van een bezoek aan Parijs in 1928. Toen zijn populariteit groeide maakte hij een aantal films voor Paramount in Frankrijk en de Verenigde Staten. Hoewel sentimentele films als El día que me quieras en Cuesta abajo echt dramatische aspecten misten, waren ze een uitstekende showcase van zijn enorme zangtalent en uitstraling als idool.
In 1915 zou Carlos Gardel gewond zijn geraakt nadat op hem was geschoten door Che Guevara's vader Ernesto Guevara Lynch, vanwege een vechtpartij in een chic café in het Palais de Glace in het district Recoleta van Buenos Aires. Een versie gaat ervan uit dat hij in de borst of in zijn been was geschoten. Een andere versie stelt dat de schutter niet Che's vader was maar Roberto Guevara, een man uit de hogere klasse die vaak in vechtpartijen verwikkeld zou zijn.

## Overlijden en daarna

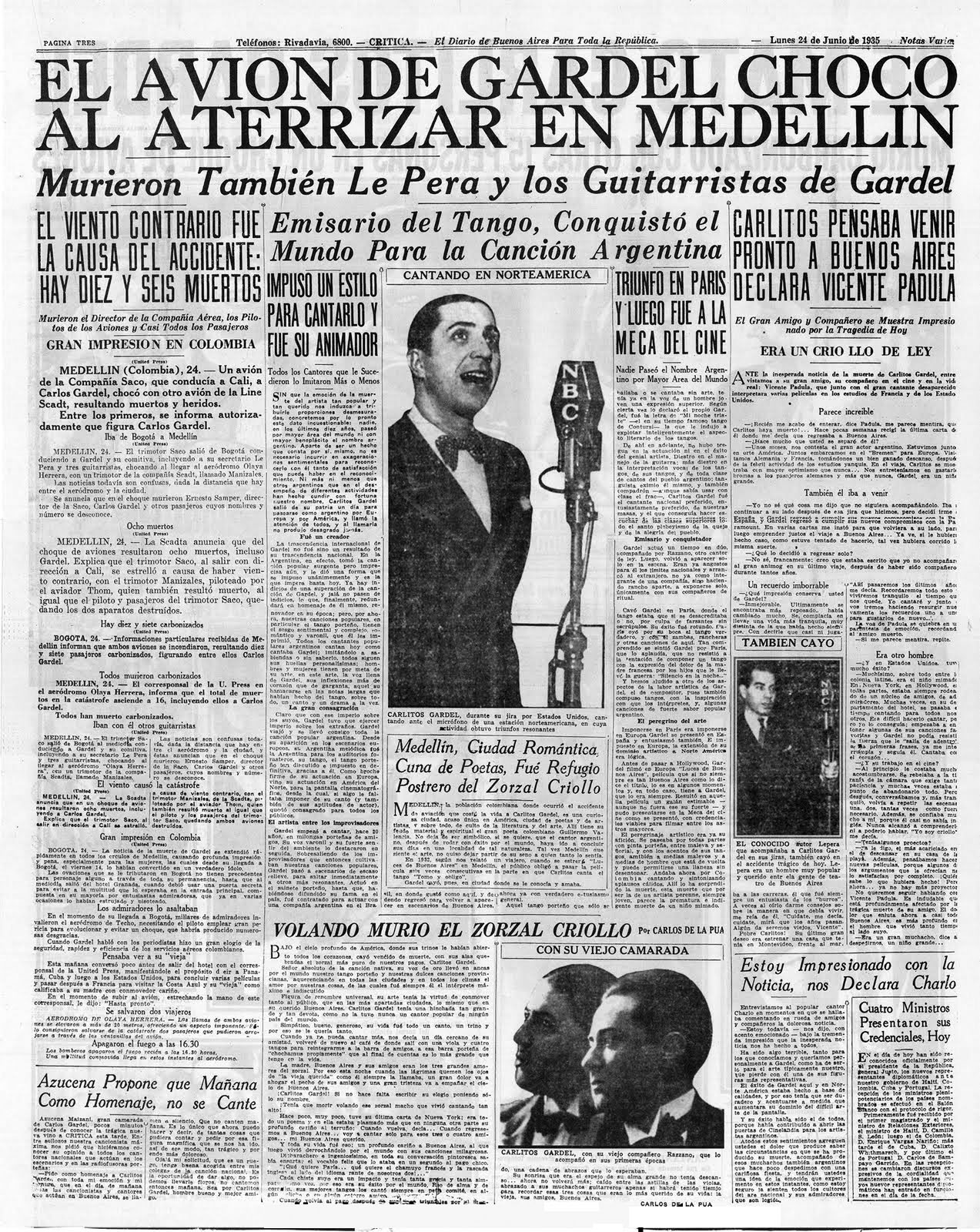
Gardels overlijden in de Argentijnse pers

Gardel stierf in 1935 door een vliegtuigongeluk in Medellín, Colombia. Ook Le Pera (het duo van zijn gitaristen Guillermo Desiderio Barbieri en Ángel Domingo Riverol) en diverse zakenpartners en vrienden kwamen daarbij om het leven. Een derde gitarist, José María Aguilar, zou enige dagen later na de crash zijn overleden. Anderen beweren dat Aguilar nog leefde tot 1951, hoewel hij zijn handen en ogen nooit meer goed kon gebruiken.
Miljoenen fans in geheel Latijns-Amerika rouwden. Toen Gardels stoffelijk overschot werd overgebracht van Colombia via New York naar Rio de Janeiro liepen hordes aanhangers te hoop om hem de laatste eer te betonen. Ook gedurende de twee dagen dat zijn lichaam was opgebaard in Montevideo (waar zijn moeder woonde) brachten velen hun condoleances. Gardels lichaam is begraven in La Chacarita Cemetery in Buenos Aires. In 2003 is een museum geopend in het voormalige woonhuis van Gardel en zijn moeder in Abasto, een buurt in Buenos Aires.
Gardel wordt wereldwijd nog steeds vereerd. "Gardel zingt elke dag beter", een populair gezegde in Latijns-Amerika, getuigt van zijn voortdurende populariteit. Bijna dagelijks doet een bewonderaar wel een brandende sigaret tussen de vingers van het levensgrote beeld van Gardel in smoking. Een andere veelgebruikte uitspraak "Veinte años no es nada" ("Twintig jaar is niets"), stamt uit zijn lied Volver.